# 순수주의
순수주의 또는 퓌리슴(Purism)은 1918년 프랑스에서 오장팡과 르 코르뷔지에가 입체주의를 계승하여, 일어난 조형운동의 필요 없는 장식과 과장을 배격해, 조형미를 주장하였기에 기능성의 최대한 살리는 것이다.
1918년에 그 두 사람의 공저로 발간된 <퀴비슴 이후>가 그 마니페스트라 하겠으며, 퀴비슴이 해체한 대상의 조형적 요소를 엄밀한 과학적 질서와 규범에 따라 재조직하여 회화에 더욱 건축적인 구성미를 부여하려는 것이었다. 1920년부터 1925년에 걸쳐 잡지 <에스프리 누보>를 발행하여 퓌리슴의 보급을 꾀했으나, 회화 그 자체에 대해서는 본질적인 영향이 적었고 오히려 건축의 분야에서 르 코르뷔지에의 활약으로 후계자에게 다대한 공헌을 하였다.

## 같이 보기
- 섹숑도르
- 오르피즘
- 신조형주의

## 참고 문헌
- 이 문서에는 다음커뮤니케이션(현 카카오)에서 GFDL 또는 CC-SA 라이선스로 배포한 글로벌 세계대백과사전의 내용을 기초로 작성된 글이 포함되어 있습니다.